# ルートヴィヒ・フィリップ (プファルツ＝ジンメルン公)
ルートヴィヒ・フィリップ・フォン・プファルツ＝ジンメルン（Ludwig Philipp von Pfalz-Simmern, 1602年11月23日 - 1655年1月8日）は、ドイツのプファルツ＝ジンメルン家の公子で、プファルツ＝ジンメルン＝カイザースラウテルン公（在位：1611年 - 1655年）。プファルツ選帝侯領の事実上の摂政（Administrator, 在任：1632年 - 1634年）を務めた。

## 生涯
プファルツ選帝侯フリードリヒ4世とその妻でオラニエ公ウィレム1世の娘であるルイーゼ・ユリアナの間の末息子として生まれた。1610年に父が死ぬと、兄のフリードリヒ5世が選帝侯位を継いだ一方で、ルートヴィヒは父の遺言によりシュポンハイム伯領（Grafschaft Sponheim）とジンメルン公領を与えられたが、これらの所領は1653年に本家の選帝侯家に返上させられた。
フリードリヒ5世がボヘミア王に選出されると兄に随行してボヘミア入りし、1620年の白山の戦いが起きるまではブレスラウ司教領に滞在していた。神聖ローマ皇帝フェルディナント2世の命令でボヘミアがスペイン軍に占領されると、家族とともに亡命者となった。1632年、三十年戦争に介入してきたスウェーデン軍は、占領したジンメルン公領にルートヴィヒを帰還させ、プファルツ選帝侯領の摂政に任命した。しかし1634年にネルトリンゲンの戦いにスウェーデン軍が皇帝軍に敗れると再び故国を追われ、フランケンタールを経由してスダン公領に落ち延びた。三十年戦争が実質的に終戦を迎えると同時に所領のカイザースラウテルンに戻った。
1624年に文芸愛好団体の実りを結ぶ会に入会し、最終的に帰国した直後の1646年にはカイザースラウテルンの市民14人に同会への入会を許可している。

## 子女
1631年12月4日にベルリン・ケルン（Cölln）において、ブランデンブルク選帝侯ヨアヒム・フリードリヒの娘マリー・エレオノーレと結婚した。妻は姉エリーザベト・シャルロッテの夫ゲオルク・ヴィルヘルム選帝侯の叔母という姻戚関係であった。夫妻は7人の子女をもうけ、うち2人が成人した。
- カール・フリードリヒ（1633年 - 1635年）
- グスタフ・ルートヴィヒ（1634年 - 1635年）
- カール・フィリップ（1635年 - 1636年）
- ルートヴィヒ・カジミール（1636年 - 1652年）
- エリーザベト・マリー・シャルロッテ（1638年 - 1664年） - 1660年、レグニツァ＝ブジェク公イェジ3世と結婚
- ルートヴィヒ・ハインリヒ・モーリッツ（1640年 - 1674年） - プファルツ＝ジンメルン＝カイザースラウテルン公
- ルイーゼ・ゾフィー・エレオノーレ（1642年 - 1643年）